# Хосе Сепеда
Хосе Сепеда (англ. Jose Zepeda, 24 травня 1989) — американський професійний боксер мексиканського походження.

## Професіональна кар'єра
Хосе Сепеда дебютував на професійному рингу 2009 року.

### Сепеда проти Фленагана
11 липня 2015 року Хосе Сепеда, маючи рекорд 23-0 (20КО), зустрівся в бою за вакантний титул чемпіона світу за версією WBO у легкій вазі з Террі Фленаганом (Велика Британія). Бій завершився перемогою Фленагана і першою поразкою Сепеди вже у 2 раунді через травму Хосе.

### Сепеда проти Хосе Раміреса
10 лютого 2019 року відбувся бій Хосе Сепеда проти чемпіона світу за версією WBC у першій напівсередній вазі Хосе Раміресом. У напруженому і близькому бою Сепеда рішенням більшості суддів зазнав другої поразки — 114-114, 113-115 і 112-116.

### Сепеда проти Баранчика
3 жовтня 2020 року в бою за статус офіційного претендента на титул чемпіона в першій напівсередній вазі за версією WBC Хосе Сепеда зустрівся з ексчемпіоном світу Іваном Баранчиком (Білорусь). У цьому бою кожен з бійців по чотири рази побував в нокдауні. Але в кінцівці п'ятого раунду Сепеда надпотужним лівим хуком відправив Баранчика в глибокий нокаут. Журнал «The Ring» визнав поєдинок Сепеда — Баранчик «Боєм року».

### Сепеда проти Прогрейса
26 листопада 2022 року в Карсоні, Каліфорнія відбувся бій за вакантний титул чемпіона світу за версією WBC у першій напівсередній вазі між Хосе Сепедою і Реджисом Прогрейсом (США). Суперник виявився занадто складним для Сепеди і переважав його у техніці, швидкості, силі та точності ударів. На останній хвилині десятого раунду Хосе пропустив від Прогрейса потужний хук правою, а на першій хвилині одинадцятого раунду — ще потужніший хук лівою. Сепеда повис на канатах, а Прогрейс забив його до відмашки рефері.
Після поразки від Прогрейса Сепеда здобув перемогу над Ніраджем Гоятом (Індія). 23 вересня 2023 року зазнав чергової невдачі в бою проти непереможного співвітчизника Річардсона Гітчинса. 23 березня 2024 року програв технічним нокаутом в п'ятому раунді британцю Далтону Сміту. 6 вересня 2024 року нокаутував в другому раунді Івана Редкача (Україна).